# Neerpelt
Neerpelt là một đô thị ở tỉnh Limburg. Tại thời điểm ngày 1 tháng 1 năm 2006, Neerpelt có tổng dân số 16.117 người. Tổng diện tích là 42,78 km² với mật độ dân số 377 người trên mỗi km².

## Cư dân nổi tiếng
- Stijn Coninx
- Eric Geboers
- Bart Goor
- Wim Mertens
- Stijn Meuris
- Belle Perez
- Raf Simons
- Joost Zweegers